# Chiesa di Sant'Ambrogio (Cademario)
La chiesa di Sant'Ambrogio, fino al 1833 chiesa di Santa Maria del Popolo, è un edificio religioso barocco che si trova a Cademario.

## Storia
La chiesa sorse nel 1600 circa per volontà di Francesco Fontana e deve probabilmente il suo nome originario alla basilica di Santa Maria del Popolo di Roma. Nel 1626, con la separazione dalla parrocchia di Agno, diventò parrocchiale, e nella seconda metà dello stesso secolo fu modificata secondo il gusto barocco allora in voga. Nel 1934 Carlo Tami progettò il rialzamento del campanile, nel quale nel 2008 vennero installate otto campane: cinque sono della ditta Barigozzi di Milano. Fra il 1965 e il 1966 la chiesa subì un restauro.